# Oxyoppia complicata
Oxyoppia complicata är en kvalsterart som beskrevs av Sandór Mahunka 1986. Oxyoppia complicata ingår i släktet Oxyoppia och familjen Oppiidae. Inga underarter finns listade i Catalogue of Life.